# Urethralklappe
Als Urethralklappen (auch Harnröhrenklappen), englisch posterior urethral valves,  bezeichnet man segelartige Vorsprünge in der Harnröhre (Urethra), die unterhalb des Samenhügels (Colliculus seminalis) liegen und den Harnfluss behindern. Im Extremfall findet sich ein vollständiger Verschluss der Harnröhre.
Es sind lediglich Jungen von der Fehlbildung betroffen. Sie hat eine Auftretenshäufigkeit von 1:8000–1:25000.

## Auswirkungen
Durch das Hindernis in der Harnröhre muss die Harnblase einen vermehrten Druck aufbauen, um den Urin aus der Blase nach außen zu entleeren. Bei wenig ausgeprägten Klappen kommt es lediglich zu einer verdickten Blasenwand. Bei stark ausgeprägten Klappen kann es zusätzlich zu einem Rückfluss von Urin zu den Nieren (Vesikorenaler Reflux) mit einer entsprechenden Schädigung derselben kommen.
Vorgeburtliche Nierenschädigungen können zu einem verminderten Angebot an Fruchtwasser führen, das wiederum zu einem verminderten Lungenwachstum bis hin zur Lungenhypoplasie führt. Es kommt bei den Kindern mit Harnröhrenklappen dadurch häufiger zu einer Fehlgeburt.

## Diagnostik

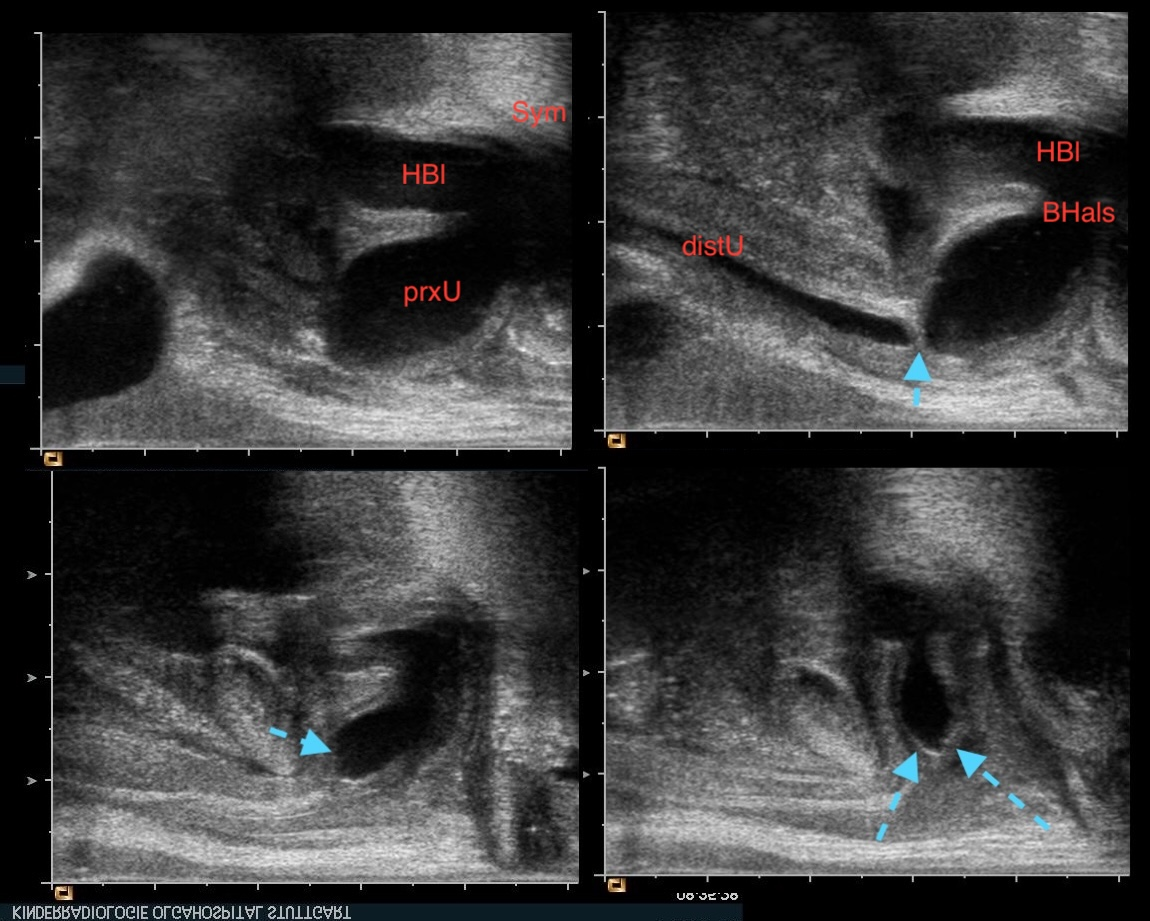
Urethralklappe (blauer Pfeil) im Sonogramm während Miktion. HBl=Harnblase, BHals=Blasenhals, Sym=Symphyse mit Schatten, prxU=proximale Urethra, distU=distale Urethra

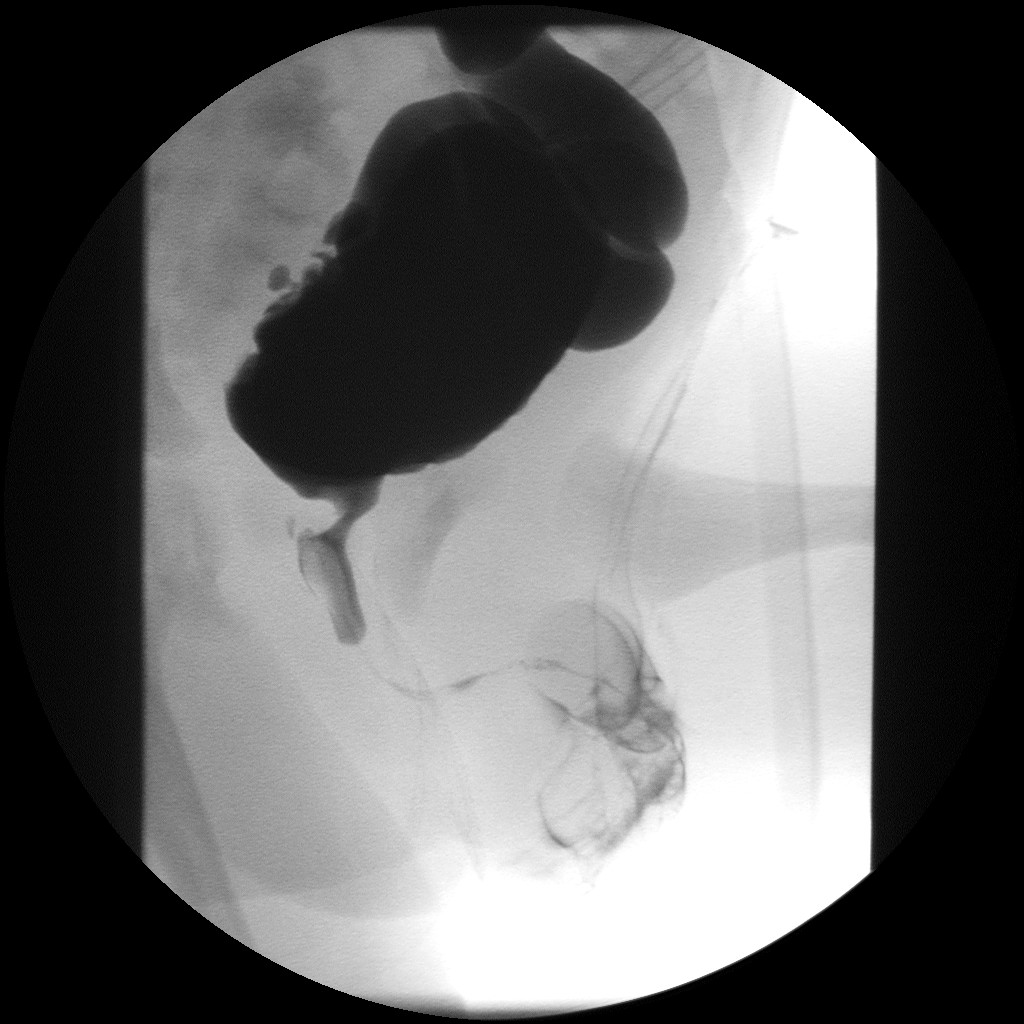
Subvesicale Obstruktion bei Urethralklappe

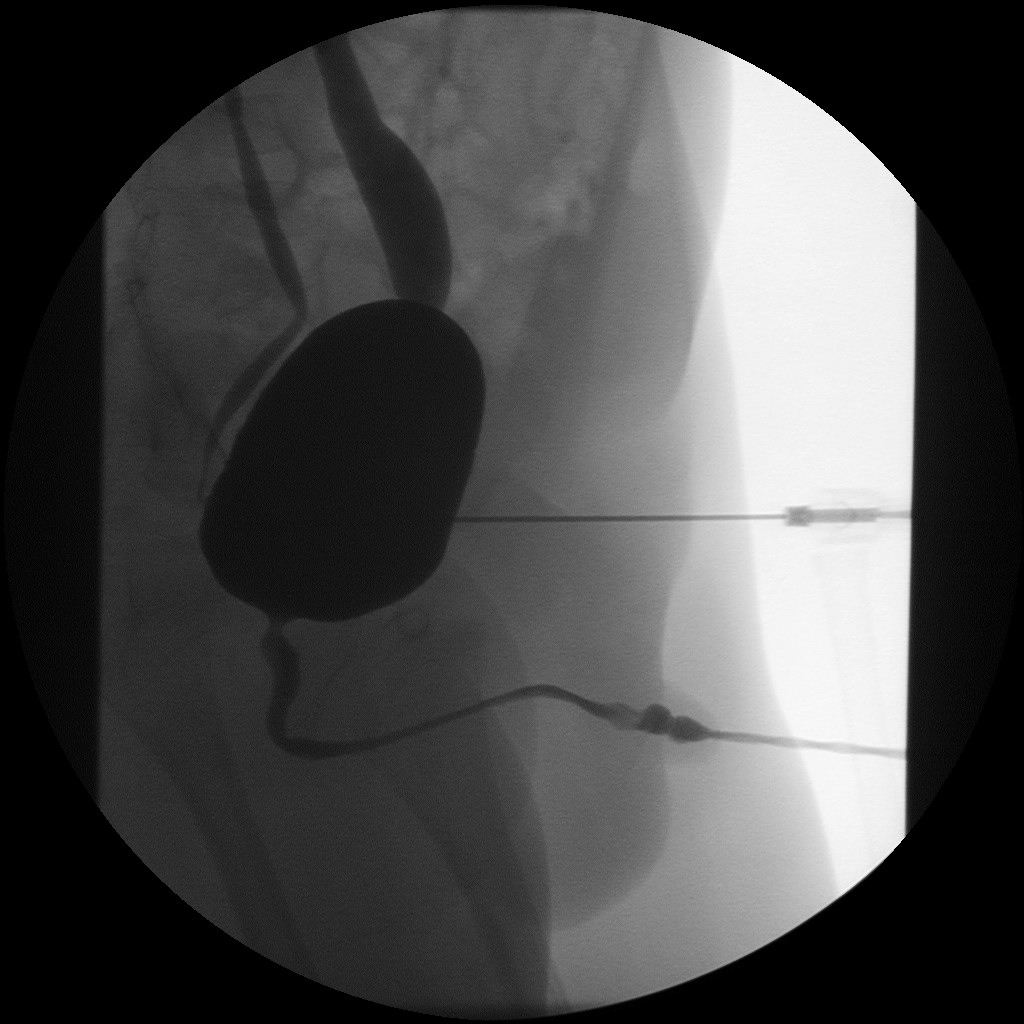
Unauffällige Urethra, aber beidseitiger Reflux

Bereits pränatal fallen im Ultraschall die große Harnblase mit verdickter Blasenwand, ggf. Erweiterungen an den Nieren, den Harnleitern oder eine zu geringe Fruchtwassermenge auf.
Nach der Geburt fallen die Kinder durch einen schlechten „stotternden“ Harnstrahl, im Ultraschall ebenfalls durch eine große Blase, verdickte Blasenwand und Erweiterungen an den Nieren und Harnleitern auf. Der direkte Klappennachweis ist sonographisch gleichfalls möglich.
Bei geringer Ausprägung der Klappen können die Kinder erst später durch Probleme beim Trockenwerden oder durch Harnwegsinfekte auffallen.
Die Diagnose wird aufgrund der charakteristischen Wandverdickung mit Unregelmäßigkeiten im Ultraschall gestellt und mittels Miktionszystourethrogramm bestätigt.

## Therapie
Es gibt vorgeburtliche Therapieversuche, bei denen entweder versucht wird, die Klappe zu zerstören, oder bis zum Geburtstermin die Harnblase durch einen minimalinvasiv eingebrachten Katheter zu entlasten. Dieses Verfahren wird seit mehreren Jahren am Deutschen Zentrum für Fetalchirurgie & minimalinvasive Therapie eingesetzt und weiterentwickelt. Der Eingriff wird üblicherweise zwischen der 14. und 30. Schwangerschaftswoche durchgeführt.
Die Harnröhrenklappen werden endoskopisch gesprengt oder (mit einem Messer, einem elektrischen Haken oder) mit Laser geschlitzt. Je nach Ausprägung ist zunächst eine Ableitung der Blase durch Katheter notwendig. Eventuell sind mehrere Schlitzungen notwendig.

## Prognose
Die Prognose hängt vom Ausmaß der Obstruktion und der daraus folgenden Nierenschädigung ab: Sind Veränderungen schon vor der 24. Schwangerschaftswoche erkennbar oder sind die Nieren in ihrer Echogenität verändert oder weisen Zysten auf, ist das Risiko erhöht, dass im Kindes- oder Jugendalter eine Dialyse benötigt wird.
Weitere Komplikationen sind Probleme beim Trockenwerden, Harninkontinenz, Harnwegsinfekte, Infekte der Nebenhoden.